# Morozovsk
Morozovsk (in russo Морозовск?) è una città della Russia europea meridionale (oblast' di Rostov). Appartiene amministrativamente al rajon Morozovskij, del quale è il capoluogo.
Si trova nella parte centro-settentrionale della oblast', sulle sponde del fiume Bystraja, 265 chilometri a nordest del capoluogo regionale Rostov sul Don.
La storia della città data a partire dagli anni '80 del XIX secolo, quando nella zona sorgeva il chutor (sorta di grossa fattoria cosacca) di Morozov, così chiamato dal nome dei primi abitatori; nel 1900 venne aperta una stazione ferroviaria poco distante, che venne battezzata Morozovskaja. Nel 1910 venne fondata, a breve distanza dalla stazione, un altro insediamento cosacco (stanica), chiamato Taubeevskaja. I due insediamenti vennero unificati nel 1917, e all'insediamento risultante venne posto il nome di Morozovskaja; tale insediamento crebbe negli anni successivi, ottenendo lo status di città nel 1941, contestualmente all'assegnazione del nome attuale.
La città di Morozovsk è centro di una rilevante zona agricola, con produzioni varie e diversificate; nella città sorge inoltre un grosso complesso agroalimentare.